# Sechserkommission
Die Kommission der Sechs (frz. Commission des six près le tribunal criminel extraordinaire) war ein ephemeres Gremium des Nationalkonventes zur Zeit der Französischen Revolution. Die Kommission bestand vom 11. März bis 2. April 1793, um das Revolutionstribunal zu kontrollieren.

## Kompetenz
Die revolutionären Versammlungen hatten zahlreiche sogenannte Sechserkommissionen gebildet, eine Art transversaler Arbeitsgruppen, denen mehrere ständige Komitees gemeinsam sind, um Standpunkte zu vereinbaren oder bestimmte Fragen zu verwalten. Die gleichmäßige Größe dieser Kommissionen trug dazu bei, dass kein Standpunkt unmittelbar in der Mehrheit lag. Die hier in Rede stehende Kommission „der Sechs“, die sich aus Garat, La Révellière-Lépeaux, Rabaut-Saint-Etienne, Delaunay, Gomaire und Bréard zusammensetzte, hatte die Macht die öffentliche Anklage vorab zu prüfen.

## Verlauf
In den Tagen nach der Abstimmung über das Gesetz zur Schaffung eines Revolutionstribunals protestierten die Girondins, insbesondere ihre Anhänger in den Provinzen, und forderten die Abschaffung dieses Blutgerichts. Die Abgeordneten der Gironde konnten sich der Errichtung dieses Tribunals nicht widersetzen und stimmten für die Bildung einer Kommission von sechs Mitgliedern, der einzigen Instanz, die befugt ist, das neue Tribunal zu beaufsichtigen.
Alle seine Mitglieder waren Sympathisanten der Gironde, mit Ausnahme von Prieur, der nach einigen Tagen Breard ersetzte, der der, wie er selbst auch, der Bergpartei angehörte.
Am 2. April 1793 kritisierten die Mitglieder des Gerichts die Kommission, während sie einen Eid an der Spitze des Konvents ablegten, was sie inaktiv machte. Marat nutzte diese Intervention, um die endgültige Abschaffung dieser Kommission vorzuschlagen, über die der Berg keine Kontrolle hat, dem man sofort nachkam.
Alle Befugnisse der Kommission gingen danach auf den öffentlichen Ankläger Fouquier-Tinville über.